# Etlingera littoralis
Etlingera littoralis är en enhjärtbladig växtart som först beskrevs av J.König, och fick sitt nu gällande namn av Paul Dietrich Giseke. Etlingera littoralis ingår i släktet Etlingera och familjen Zingiberaceae. Inga underarter finns listade i Catalogue of Life.